# Rivière Ferrée (L'Islet)
Pour les articles homonymes, voir Ferrée et Rivière Ferrée.
La rivière Ferrée est un affluent de la rive sud du fleuve Saint-Laurent où elle se déverse dans le petit hameau de Village-des-Aulnaies, situé au sud-ouest du village de La Pocatière et au nord-est du village de Saint-Roch-des-Aulnaies. 
La rivière Ferrée coule dans les municipalités de Sainte-Louise et de Saint-Roch-des-Aulnaies, dans la municipalité régionale de comté (MRC) de L'Islet, dans la région administrative de Chaudière-Appalaches, au Québec, au Canada.

## Géographie
La rivière Ferrée prend sa source de la confluence de la rivière Joncas et du ruisseau de la Côte des Chutes. Cette confluence est située dans la municipalité de Sainte-Louise, à 4,5 km au sud-est de la rive sud du fleuve Saint-Laurent, à 7,5 km au nord-est du centre du village de Saint-Jean-Port-Joli, à 4,6 km au sud-ouest du centre du village de Sainte-Louise et à 7,0 km au sud du centre du village de Saint-Roch-des-Aulnaies.
À partir de sa source, la rivière Ferrée coule en zone agricole sur 10,3 km, répartis selon les segments suivants :
- 1,7 km vers le nord dans Sainte-Louise, jusqu'au 3e Rang Ouest ;
- 5,5 km vers le nord dans Saint-Roch-des-Aulnaies, jusqu'à la route de l'Église ;
- 1,9 km vers le nord, jusqu'à l'autoroute 20 ;
- 1,2 km vers le nord, en recueillant les eaux de la rivière Le Bras et en traversant la route 132, jusqu'à sa confluence.

Au terme de son cours, la rivière Ferrée se jette sur la longue grève (à marée basse) dans l'Anse des Dupuis, sur la rive sud de l'estuaire moyen du Saint-Laurent. Cette confluence est située à 2,4 km au nord-est du village de Saint-Roch-des-Aulnaies et à 4,6 km au sud-ouest du village de La Pocatière.

## Toponymie
Le toponyme Rivière Ferrée a été officialisé le 5 décembre 1968 à la Commission de toponymie du Québec.